# ヴァランセ
ヴァランセ（Valençay）は、フランス、サントル＝ヴァル・ド・ロワール地域圏のアンドル県のコミューン。ロワール渓谷の山腹に位置している。

## 見どころ・名物
- ヴァランセ城（英語版） - かつてタレーラン家が所有していた城。1813年、ここでヴァランセ条約が締結された。
- タレーラン美術館
- ヴァランセ自動車博物館
- ヴァランセ (チーズ) - 頂点をカットした四角錐の形をしたシェーブルチーズ[1]